# A.P. 몰러-머스크 그룹
A.P. 몰러-머스크 A/S(A.P. Møller – Mærsk A/S)은 A.P. 몰러가 1904년에 설립한 덴마크의 복합 기업이다. 간단히 머스크로 더 잘 알려져 있다.
머스크 그룹은 다양한 사업 영역에서 활동하고 있으며, 주요한 사업 영역은 운송 및 에너지 분야이다. 세계 최대의 컨테이너선 운용 회사이자 보급선 운용 회사이다. 본사는 덴마크의 코펜하겐에 위치하며 전 세계 135개국 이상에 지사 및 사무실을 가지고 있다. 총 종업원수는 대략 120,000명이다.